# Contraguardia

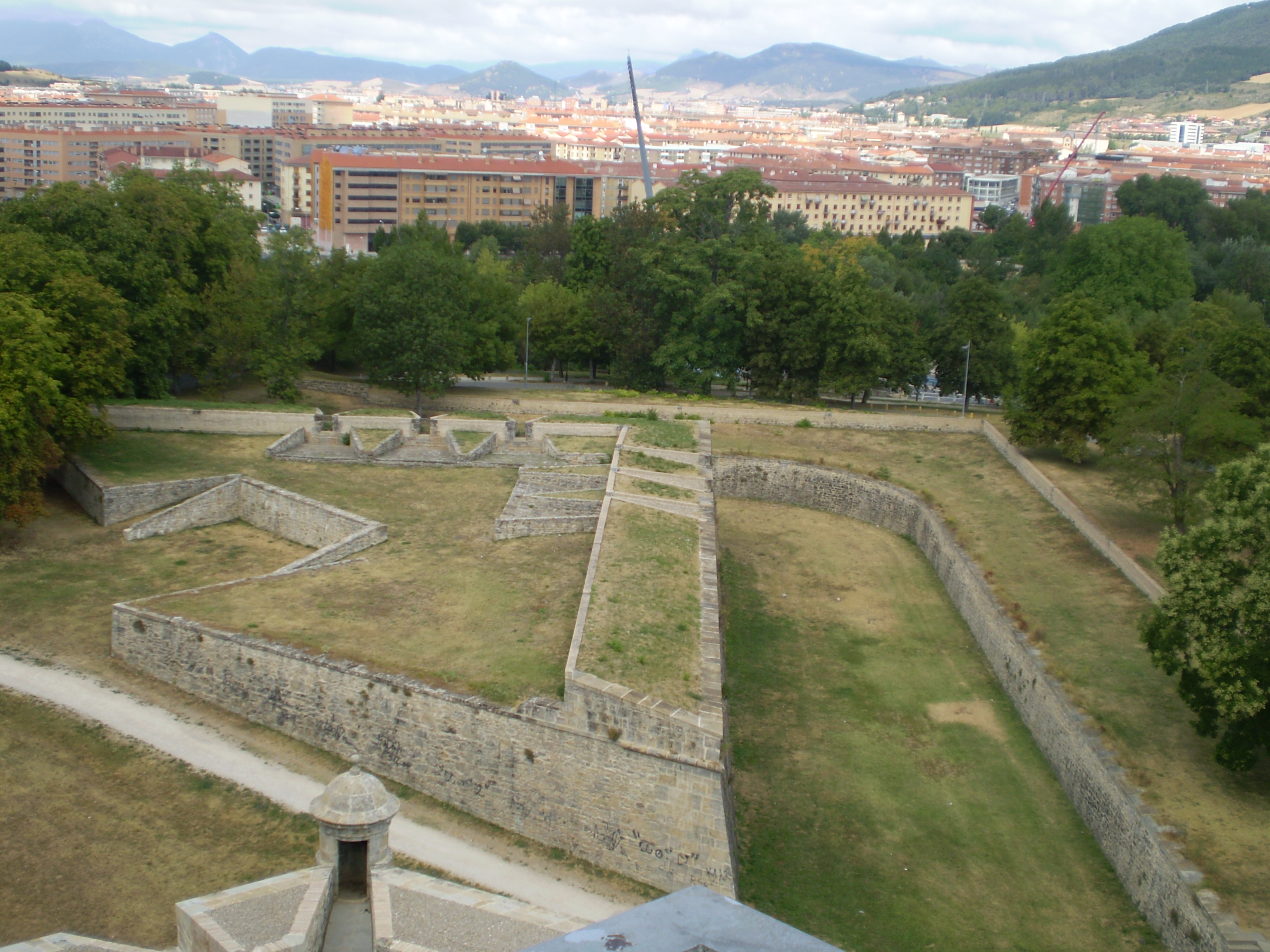
Contraguardias del Revellín Real en el frente de Francia de la fortificación de Pamplona

En arquitectura militar, se da el nombre de contraguardia a la obra exterior de una plaza compuesta por dos caras que forman un ángulo. Se edifica delante de los baluartes o del revellín para cubrir su frente y detener al sitiador; habitualmente entre la contraguardia y la fortificación que protege se sitúa un foso.
Se da también el nombre de contraguardia a los baluartes destacados que pone Vauban en su segundo y tercer sistema delante de las torres bastionadas;aunque a esa construcción también se le suele denominar revellín.